# Psi-Ops: The Mindgate Conspiracy
Psi-Ops: The Mindgate Conspiracy (официальное русское название — Psi-Ops: Врата разума) — видеоигра, разработанная компанией Midway Games для PlayStation 2 и Xbox и позже портированная для Windows. Рабочее название игры — «ESPionage», является игрой слов: с одной стороны, он означает «шпионаж», с другой, аббревиатура «ESP» означает «extra-sensory perception» (рус. «экстрасенсорное восприятие»). Во многом игра является традиционным шутером, отличаясь присутствием пси-способностей. В Японии и Юго-Восточной Азии игра была выпущена компанией Capcom под названием «Psi-Ops: Psychic Operation».
С 9 июня 2008 жители США и Европы могут бесплатно скачать полную версию игры с внутриигровой рекламой, которую можно отключить покупкой игры.
Игрок принимает роль Ника Скрайера, «пси-оперативника», чья память была стёрта, чтобы позволить ему внедриться в террористическую организацию. Но он попадает в плен и должен выбираться с боем с помощью Сары - двойного агента. По мере прохождения к Нику начинают возвращаться его пси-способности.

## Сюжет
В начале игры Ник Скрайер не помнит о себе ничего. После того как он попал в плен, Ника освобождает Сара, которая даёт ему препарат, возвращающий память и утраченные способности.
Нику приходится также сражаться с множеством бывших пси-оперативников, сбежавших вместе с генералом который являлся лидером проекта «PSI-Ops». Каждый специализируется в «своей» способности (например, первый босс — эксперт по управлению разумом) и намного сильнее Ника в ней. По-одному, Ник побеждает их, обычно используя комбинации своих более слабых способностей.
По мере продвижения по организации, Ник узнаёт о загадочных пси-активных предметах которые были в центре всех войн за последние сто лет (возможно, включая Вторую мировую войну). В то же время, он начинает замечать загадочное поведение Сары, которая постоянно «переключается» между врагом и союзником. Позже становится известно старое клише — у Сары есть «злая сестра-близнец», которую Сара в конце игры убивает.
Ближе к окончанию игры эти артефакты объединяются в единое устройство — «Монолит» — которое в комбинации с особой машиной даёт пользователю практически неограниченную пси-силу. В попытке остановить это,  Ник возвращает свою память. Генерал использует это устройство на себе, но Ник его побеждает.
После гибели генерала устройство разрушается на артефакты. Прибывает три военных вертолёта чтобы забрать их, не беспокоясь о жизнях Ника и Сары. В финальном видео Ник уничтожает один из вертолётов телекинезом. Затем экран темнеет и появляется фраза «ПРОДОЛЖЕНИЕ СЛЕДУЕТ».

## Игровой процесс
Почти вся система боя в игре сосредоточена на различных пси-способностях Ника. Хотя в игре есть множество различного оружия, Ник может носить лишь два, одно из которых неизменно — личный пистолет Ника с глушителем. В поздних уровнях, оружие становится практически бесполезным из-за бронированных врагов. Также, небольшое количество боеприпасов требует частое пользование пси-способностей. У игрока есть шкала пси-энергии, которая уменьшается по мере использования способностей. Шкалу можно «перезаряжать» различными способами. В отличие от злодеев игры, Ник уникален тем что имеет доступ к полному «спектру» пси-способностей, хотя эти способности всё же менее эффективны.

### Телекинез

Ник поднимает ящик в воздух, стоя на нём

Способность перемещать предметы силой мысли. ТК требуется практически в каждом уровне. «Схватив» предмет, игрок получает возможность делать с ним что угодно. Любой не прибитый к полу предмет (включая людей), может стать оружием, хотя эффективность зависит от самого предмета (металлическая коробка будет гораздо более эффективной для броска чем деревянная). Например, игрок может схватить врага ТК, застрелить его в воздухе и бросить труп в другого врага. Также, можно бросать во врагов взрывчатые предметы с ожидаемым результатом, в том числе и взведённые гранаты. Также, игрок может поднимать себя, но только если стоит на каком-нибудь плоском предмете. Чем тяжелее предмет, тем больше силы надо потратить Нику.

### Удалённое видение
Способность покинуть тело Ника в виде бестелесного духа. Таким образом, игрок может проходить сквозь стены (кроме стен ограничивающих уровни) и видеть вещи, которые обычный человек не может (например, код доступа в закрытый кабинет или маршрут патруля за дверью). По мере удаления «духа» от тела Ника пси-энергия тратится быстрее, а сам Ник очень уязвим в этом состоянии. При нападении на тело Ника, оно получает урон.

### Опустошение разума
Способность извлекать пси-энергию у живых либо мёртвых врагов. Для этого враг должен иметь голову и не знать о существовании Ника, или быть оглушенным. Извлечение энергии у живого человека заканчивается фатально для него, но даёт Нику больше энергии чем извлечение энергии у трупа.

### Контроль над разумом
Способность управлять другими людьми. Ник может захватить разум врага, но при этом его тело становится беззащитным. Другие экстрасенсы блокируют попытки Ника управлять их разумом. Это не очень полезно во время боя, но позволяет Нику совершать действия которые он сам не может. Кроме того, можно совершить самоубийство или обстрелять врага с выгодной позиции.

### Пирокинез.

Пирокинез в деле

Способность воспламенять предметы силой мысли. В игре, это принимает роль короткодистанционного огнемёта. Ник пускает огненную волну, которая летит до первого препятствия.

### Просмотр ауры
Способность видеть вещи за пределами человеческого восприятия, например инфракрасное излучение и внепространственные существа. В бою эта способность почти бесполезна и в основном используется для решения головоломок и обнаружения спрятанных подсказок. Например, используя просмотр ауры, окинув взор при этом на чистую доску, может выясниться и ярко проясниться для псионика,что на ней когда-то сделали надписи. В основе при использовании способности в бою, предоставляется возможность прямым образом рассмотреть ауру противника; существует несколько основных цветов ауры: СИНИЙ — враг не знает о вашем присутствии и спокойно занимается своим делом (марионетки, в данном случае, патрулём и обозреванием своего охраняемого участка местности). ЖЁЛТЫЙ — выявляется как настороженное состояние врага; обладатель данной ауры всё также не знает о присутствии Ника, но при этом он учащённо оглядывается по сторонам, держит оружие наготове, прижав к себе и крепко держа в руках; обычно жёлтая аура проявляется, когда игрок нашумел или более того ранее давал знать о себе, даже тем же шумом, заставляя врага искать его. КРАСНЫЙ — противник знает о вашем присутствии и от него вовсе бесполезно скрываться; в таких случаях враг засядет в укрытии, исходя из своей тактики, и будет ожидать, пока Ник окажется в зоне или поражения, или в зоне их видимости, чаще, сочетается и то и другое. Иногда есть шанс, что знающий о вашем местонахождении противник потеряет вас из виду и начнёт снова искать, забыв где вы в последнее время находились и где он вас видел.
Способность становится доступной в использовании, когда Ник оказывается на входе в храм, на уровне «Бог Всего Сущего». Там он вспоминает очередную тренировку (что происходила в тренировочном центре 7 лет назад), финальную, со слов Эдгара Баррета, который заявляет об этом в первые минуты начала тренировки. Там Ник выявил такие особенности в использовании просмотра ауры:
- просмотр скрытых свойств предметов, невосприимчивых обычным человеческим взглядом (цвет или оставленные ранее на них отпечатки, к примеру);
- вычитывание надписей, что были ранее нанесены на какую-либо поверхность (стены, таблички, плакаты и т. д.) и извлечение вследствие этого определённой информации;
- выявление слабых мест в стенах (скрытых трещин в частых случаях);
- выявление местоположения опасных силовых мин и выявление их радиуса действия;
- просмотр ауры людей и рассмотрение местонахождения невидимых пси-тварей из бездны

### Кооператив
В отличие от других кооперативных игр, где оба игрока управляют своим персонажем, в «Psi-Ops» оба игрока управляют Ником. Например, один игрок управляет ногами, а другой управляет оружием и пси-способностями. Сюжет остаётся неизменен.(кооператив только на консолях)

## Судебный иск
31 марта 2007, GameSpot объявили что Midway получили иск от кинодраматурга Уильяма Л. Кроуфорда III, так как его сценарий 1998 года с названием «Psi-Ops» имел схожий сюжет.
Кроме сюжета, трое персонажей в сценарии очень напоминают троих боссов в игре с такими же способностями.
Адвокаты Кроуфорда, Стивен Лоу и Лоредана Несси, указывают что Midway забрали и использовали работу Кроуфорда без разрешения. Кроуфорд утверждает, что Midway должны были знать о сценарии и сюжете, так как у него были веб-сайты, и он даже пытался продать сценарий с 2000 по 2003. Также регистрация названия сценария была сделана за шесть лет до регистрации названия игры. Кроуфорд требует получить от Midway процент от выручки за игру. Его «доля» приблизительно насчитывает 1,5 миллиона $.

## Критика
| Сводный рейтинг | Сводный рейтинг | Сводный рейтинг |
| Издание         | Оценка          | Оценка          |
| Издание         | PS2             | Xbox            |
| --------------- | --------------- | --------------- |
| GameRankings    | 85,73 %         | 84,64 %         |